# جاك باري (لاعب كرة قدم)
جاك باري (بالإنجليزية: Jack Parry)‏ هو لاعب كرة قدم بريطاني في مركز الهجوم، ولد في 29 يوليو 1931. لعب مع نادي بوسطن يونايتد.